# Edmund Lindmark
Edmund Lindmark, född 6 juli 1894 i Umeå, död 11 februari 1968 i Stockholm, var en svensk gymnast och simhoppare. Han blev olympisk guldmedaljör 1920.
Han var far till kanotisten Else-Marie Ljungdahl.